# Actinotaenium subglobosum
Actinotaenium subglobosum  là một loài Song tinh tảo trong họ Desmidiaceae, thuộc chi Actinotaenium.